# 모달 윈도
모달 윈도(Modal Window) 또는 모달 창은 사용자 인터페이스 디자인 개념에서 종속된 윈도에서 메인 윈도로 돌아가기 전에 사용자의 상호동작을 요구하는 시각적 제어 요소를 말한다. 메인 윈도에 종속된 그래픽 인터페이스로, 응용 프로그램에서 메인 윈도의 작업 흐름을 방해한다. 일반적으로 모달 대화상자로 불리는데, 그 이유는 대화상자를 부를 때 흔히 사용되기 때문이다. 우리가 자주 사용하는 파일 열기/저장 대화상자를 생각하면 이해하기 쉽다.
모달 창들은 일반적으로 사용자의 명령을 인식하기 위해서나, 긴급 상황을 알리기 위해 많이 사용된다. 웹에서는 이미지 작업을 예로 든다면 이미지를 자세하게 볼 때 자주 사용된다.
사용자 인터페이스는 일반적으로 모달 창을 사용하여 사용자 인식을 명령하고 비상 상태를 표시하지만 상호 작용 디자이너는 이러한 용도로는 효과적이지 않다고 주장한다. 모달 창은 모드 오류가 발생하기 쉽다.